# Ambiente spaziale
L'ambiente spaziale è una branca dell'astronautica, dell'ingegneria aerospaziale e della fisica spaziale che si interessa di capire e affrontare le condizioni esistenti nello spazio che influenzano la progettazione e l'operatività dei veicoli spaziali. Un argomento correlato, il tempo meteorologico spaziale, riguarda i processi dinamici nel sistema Sole-Terra che influiscono sulle astronavi ma che possono anche influenzare l'atmosfera, la ionosfera e il campo magnetico dando vita ad altri effetti sulle tecnologie umane.
Gli effetti sulle navicelle spaziali possono derivare dalle radiazioni, da detriti spaziali e impatti di meteoroidi, dall'attrito atmosferico alle alte quote e dal caricamento elettrostatico delle astronavi.
Le radiazioni nello spazio provengono tipicamente da tre sorgenti principali: (i) le Fasce di Van Allen; (ii) le tempeste protoniche solari e le particelle energetiche solari; (iii) i raggi cosmici galattici. Per le missioni di lunga durata le alti dosi di radiazione possono danneggiare i componenti elettronici e le celle solari. A preoccupare sono anche gli effetti di un evento singolo provocato dalle radiazioni come può essere la modifica di un bit di memoria. Le missioni con equipaggio di solito evitano le fasce radiative come nel caso della Stazione spaziale internazionale che si trova a una quota ben al di sotto delle più intense fasce radiative. Durante gli eventi energetici solari (brillamenti ed espulsioni di masse coronali) le particelle possono essere accelerate fino ad altissimi livelli energetici e possono raggiungere la Terra in soli 30 minuti (anche se di solito impiegano delle ore). Queste particelle sono prevalentemente protoni e ioni pesanti che possono causare danni radiativi e disturbi nei circuiti logici e costituire un pericolo per gli astronauti. Le missioni con equipaggio che torneranno sulla Luna o che viaggeranno verso Marte dovranno fare i conti con i problemi posti dalle particelle solari in tema di sicurezza radiativa nonché da quelli derivanti dai raggi cosmici di sottofondo sia pure a bassi livelli. Nelle orbite prossime alla Terra, il campo geomagnetico terrestre scherma i veicoli spaziali da gran parte di questi pericoli, processo noto col nome di schermo geomagnetico.
I detriti spaziali e i meteoroidi possono scontrarsi con i veicoli spaziali ad alte velocità causando danni meccanici o elettrici. La velocità media dei detriti spaziali è di 10 km/s mentre la velocità media dei meteoroidi è molto maggiore. Per esempio, i meteoroidi associati alle Perseidi viaggiano a una velocità media di 58 km/s. Danni meccanici dovuti all'urto con i detriti sono stati studiati durante alcune missioni spaziali tra cui quella dell'LDEF, soggetto a oltre 20.000 urti documentati nell'arco dei 5,7 anni di missione. Anomalie elettriche imputabili a urti si sono verificate sulla navicella spaziale Olympus dell'ESA che ha perso il controllo dell'assetto durante la pioggia meteorica delle Perseidi del 1993. Un evento simile si verificò sulla navicella spaziale Landsat 5 durante la pioggia meteorica delle Perseidi del 2009.
Il caricamento elettrostatico delle astronavi è causato dal plasma caldo che circonda la Terra. Il plasma che si incontra nella regione dell'orbita geostazionaria si surriscalda durante le sottotempeste geomagnetiche a causa del vento solare. Elettroni "caldi" (con energia dell'ordine dei kilo-electron volt) si raccolgono sulle superfici delle astronavi e possono dar luogo a potenziali elettrostatici dell'ordine di kilovolt. In tal caso si possono verificare delle scariche che giustificano parecchie anomalie riscontrate sulle navicelle spaziali.
Alcune soluzioni elaborate da scienziati e ingegneri consistono nella schermatura dei veicoli spaziali, nell'hardnening dei sistemi elettronici e in vari sistemi di rilevamento delle collisioni. La valutazione degli effetti durante la progettazione delle astronavi comprende l'utilizzo di vari modelli ambientali tra cui quelli delle fasce di radiazione, quelli di interazione plasma-astronave e quelli atmosferici che predicono l'effetto dell'attrito riscontrato alle basse orbite e durante la fase di rientro.
L'ambiente spaziale è una branca che spesso si sovrappone ad altre discipline quali l'astrofisica, la scienza dell'atmosfera, la fisica spaziale e la geofisica, anche se di solito enfatizza maggiormente il lato applicativo.
Il governo degli Stati Uniti ha istituito lo Space Weather Prediction Center a Boulder, Colorado.  Lo Space Weather Prediction Center (SWPC) fa parte del National Oceanic and Atmospheric Administration (NOAA). L'SWPC è uno dei National Centers for Environmental Prediction (NCEP) del National Weather Service (NWS).
Gli effetti del tempo meteorologico spaziale sulla Terra può comprendere le tempeste ionosferiche, le riduzioni temporanee della densità dell'ozono e i disturbi alle comunicazioni radio, ai segnali GPS e alla localizzazione dei sottomarini. Alcuni scienziati hanno anche ipotizzato un collegamento tra l'attività delle macchie solari e le ere glaciali. 